# Stampede Park
Le Stampede Park est situé au sud-est du centre-ville de Calgary dans le district de Beltline. Il est un lieu de rassemblement central pour les habitants de Calgary et les touristes. En plus d'accueillir le Stampede de Calgary, plus de 2,5 millions de personnes assistent à d'autres événements sportifs, concerts, salons professionnels et réunions sur un terrain qui accueille plus de 1 000 événements chaque année.
Il est desservi par le service de train léger de Calgary Transit. Les structures permanentes sur le site incluent le Saddledome and Corral, l'édifice des Big Four, le centre BMO, un casino, la tribune du Stampede, un bâtiment consacré à l'agriculture et un certain nombre d'installations permettant l'organisation d'évènements, de spectacles, de démonstrations et d'expositions d'élevage.
Le parc est encore situé à son emplacement d'origine, bien que des tentatives aient été faites pour le déplacer. En 1964, le conseil du Stampede envisagea d’acheter d’anciens terrains militaires dans le sud-ouest de Calgary, près de Glenmore Trail et de la 24e rue, et d’y installer le parc. Un plan complet a été publié en 1965 et, malgré l'appui de la  municipalité et du gouvernement fédéral, la vive opposition des habitants des environs a annulé le projet.
La problématique de l'espace est restée constante et un nouveau plan visant à se déplacer vers le nord à partir de 1968 a généré une série de conflits entre le conseil de quartier et le conseil municipal qui ont perduré pendant des décennies.
Alors que Victoria Park était en déclin constant, ce n'est qu'en 2007 que les bâtiments définitifs ont été supprimés, ouvrant la voie à une extension du Stampede park et à un programme de rénovation urbaine de la région. Le terrain enfin sécurisé, l’organisation Stampede s’est lancée dans une expansion de 400 millions de dollars qui comporte un nouveau quartier commerçant et de divertissement, un parc urbain, un nouvel aréna agricole et un nouvel hôtel. L'agrandissement devait initialement être achevé en 2011, mais des retards et un ralentissement économique ont retardé l'achèvement du projet prévu jusqu'en 2014.

## Stampede Corral

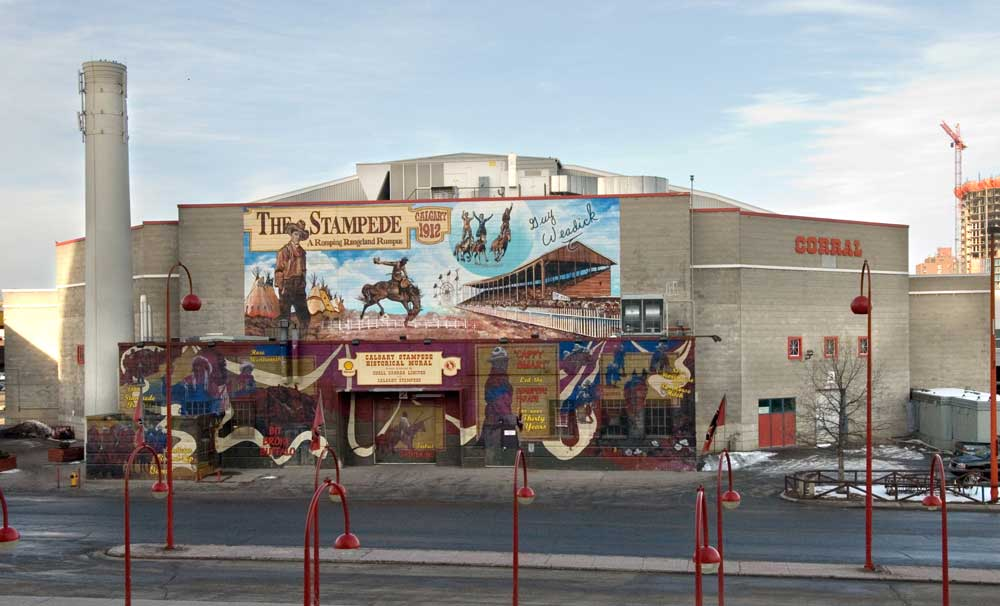
Stampede corral.

Le Stampede Corral est un lieu polyvalent consacré aux sports (hockey sur glace, rodéo, tennis). L'arène a été achevée en 1950 pour un coût de 1,25 million de dollars canadiens (13,3 millions de  dollars d'aujourd'hui) pour remplacer l'Arena Victoria, notamment pour y accueillir les Calgary Stampeders, l'équipe de hockey de la ville. Le Corral a été construit et est toujours la propriété de la Calgary Exhibition & Stampede, une organisation à but non lucratif, qui loue le terrain pour 1 $ par an à la ville de Calgary. 
Le site permet d'accueillir 6 475 personnes assises, sans compter les places debout ; il est toujours utilisé pour le Stampede annuel de Calgary, avec une variété d’activités de divertissement organisées chaque jour par le ENMAX Corral Show,.
En mars 2016, l'organisation du Stampede a annoncé son intention de démolir le Corral afin de permettre une expansion de 500 millions de dollars du centre BMO adjacent. Les responsables du Stampede ont déclaré que le Corral n’était plus conforme au code, qu'il n'offrait aucun intérêt d'un point de vue architectural et qu’il ne valait pas la dépense nécessaire à sa rénovation.
Au moment de la construction, le Stampede Corral était la plus grande arène du Canada à l’ouest de Toronto et la première de la région. Aucune colonne de soutien ne venait obscurcir les lignes de mire . Il a été officiellement inauguré le 15 décembre 1950. La première partie de hockey a eu lieu au Corral le 26 décembre. Les Stampeders ont défait les Flyers d’Edmonton 5 à 0 dans un match de la ligue de hockey senior de l’Ouest canadien devant une foule de plus de 8 000 spectateurs. Les musiciens albertains suivants y ont joué : Joni Mitchell en 1964, Loverboy en 1980 ; Tegan and Sara en 2005.
Le Stampede Corral a accueilli plusieurs événements majeurs, y compris les Championnats du monde de patinage artistique de 1972, les épreuves de patinage artistique et hockey sur glace aux Jeux olympiques d'hiver de 1988, ainsi que des compétitions de rodéo.
Pendant des années, le Stampede Corral a accueilli des supershows de catch spéciaux promus par la Stampede Wrestling de Stu Hart, en particulier lors du Stampede de Calgary. La Stampede Wrestling est connue pour avoir présenté certains des plus grands noms de l’histoire du catch professionnel avant son achat par la World Wrestling Federation en 1984, notamment Bret Hart, Archie Gouldie (en), Dan Kroffat (en) et Jake Roberts. La World Wrestling Entertainment a également utilisé le Corral à de nombreuses reprises pour des spectacles non télévisés.
Le Stampede Corral abrite l’une des plus importantes collections privées de photos sportives au Canada, qui fait partie de la collection des archives du Stampede de Calgary. Une restauration importante de cette collection de photos, prenant deux ans et coûtant plus de 75 000 dollars, était en cours en 2016.
En 2021, le Corral est maintenant démoli pour faire agrandir le Centre BMO.

## Edifice Big Four-TB4 Roadhouse
L'Edifice Big Four (ou TB4 Roadhouse), a été nommé en hommage aux quatre grands, les Big Four, quatre entrepreneurs et hommes politiques de la région de Calgary qui ont co-fondé et financé le premier Stampede en 1912. Construit à l'origine en 1959 comme bâtiment polyvalent pour accueillir des expositions et une piste de curling, ce lieu a été transformé en un centre pour les Jeux olympiques d’hiver de 1988. Au cours de son histoire, cet établissement a abrité des courts de tennis en salle, un casino, des restaurants et des lieux de divertissement pendant le festival Stampede, des salons professionnels et des galas.
Récemment rénové et modernisé, le site offre 11 000 m2 d'espaces sur deux niveaux, trois salles, dont une de 6 000 m2 au niveau supérieur. Chaque espace est équipé de scène, de bars de systèmes de son et d'éclairage intégrés.

## Le Saddledome

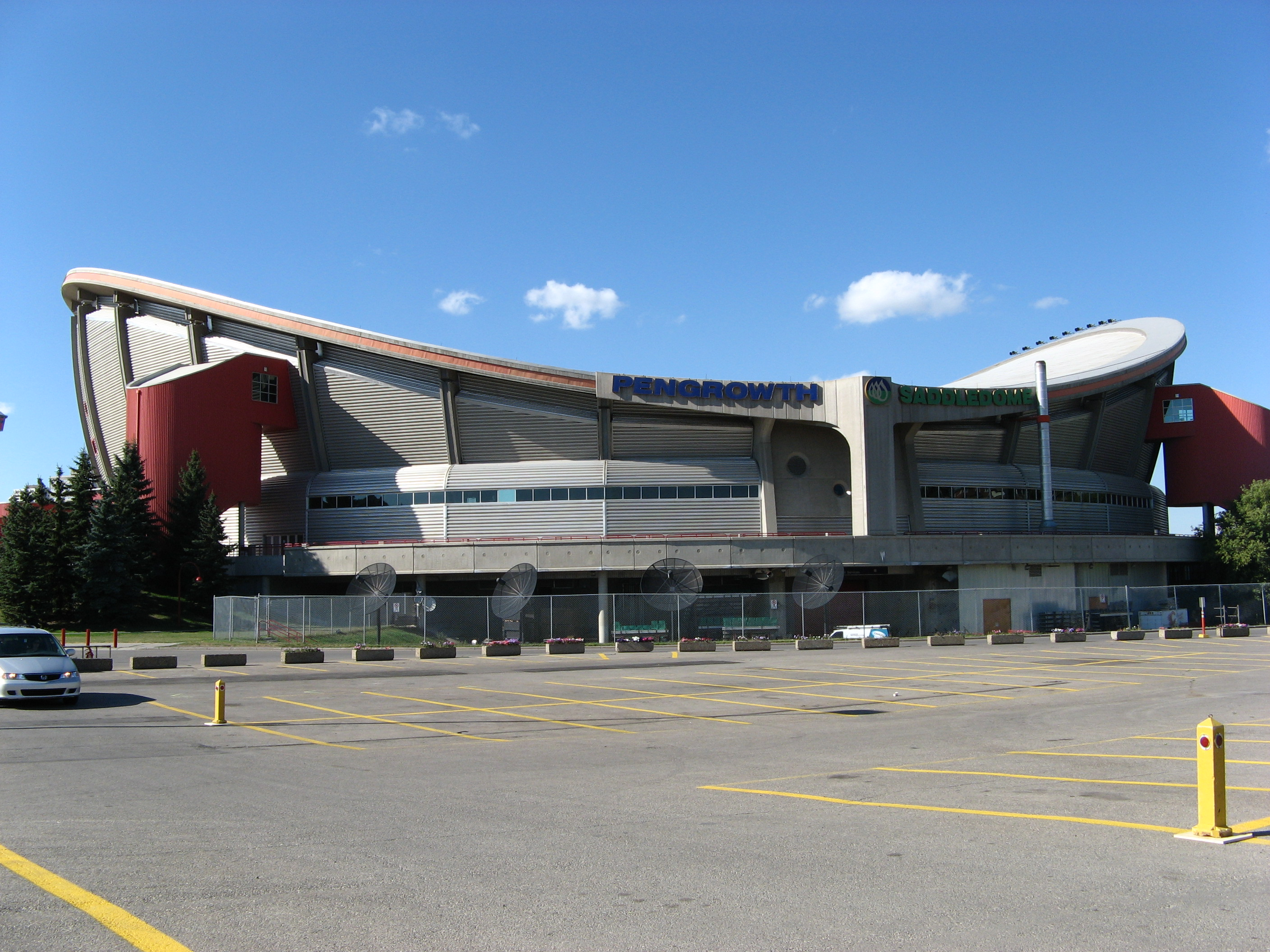
Scotiabank Saddledome.

Le Scotiabank Saddledome (anciennement Olympic Saddledome, puis Canadian Airlines Saddledome et Pengrowth Saddledome) surnommé « The Saddledome », « saddle » signifiant « selle » en anglais, correspondant à la forme générale du bâtiment, est une salle omnisports située dans le Stampede park. Construite en 1983 pour un budget de près de 100 millions de dollars canadiens, elle est actuellement le plus grand aréna de la région des Prairies canadiennes et de l'Ouest canadien. Depuis 1983, ses locataires sont les Flames de Calgary qui jouent actuellement dans la Ligue nationale de hockey. Il s'agit de l'un des plus anciens amphithéâtres de la LNH, derrière le Madison Square Garden, qui héberge les Rangers de New York. 
En 1995, une autre équipe de hockey sur glace s'y installe, les Hitmen de Calgary de la Ligue de hockey de l'Ouest. Les Calgary Roughnecks de la National Lacrosse League y sont aussi locataires depuis 2001. 
Le site offre 17 139 places en configuration hockey sur glace, la capacité maximum est de 20 100 places pour certains événements. L'arena dispose de 72 salons de luxe, 1 461 sièges de club, deux super suites et six restaurants et bars.

## Tribune du Stampede

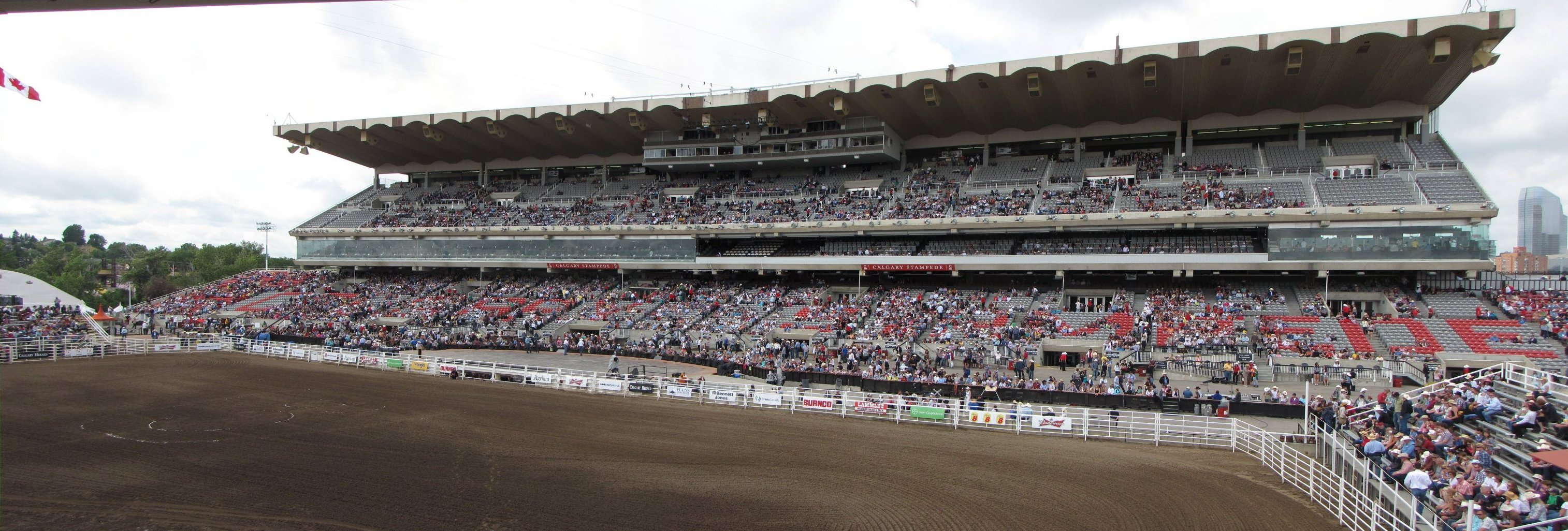
Tribune du Stampede.

La tribune Stampede compte 17 000 places assises, ainsi que 8 000 places supplémentaires avec stade de places debout à Calgary. Il accueille chaque année le rodéo, les courses de charrettes et les représentations en soirée des tribunes du Stampede de Calgary .
Les courses de pur-sang sur la piste d’un demi-mile ne se déroulent plus ici depuis 2008, faisant des courses annuelles de charrettes du Stampede le seul événement qui utilise désormais la piste.

## Le Parc Enmax
Le parc ENMAX abrite le sentier de l'héritage Cenovus, long de 650 mètres, qui parcourt le parc et raconte l'histoire de la région du point de vue des membres des Premières nations, à Calgary. Les 16 hectares d'espaces verts abritent le camp de la rivière Elbow, avec 26 tipis installés dans un cercle traditionnel au cours du festival de juillet.

## CentreBank of Montreal

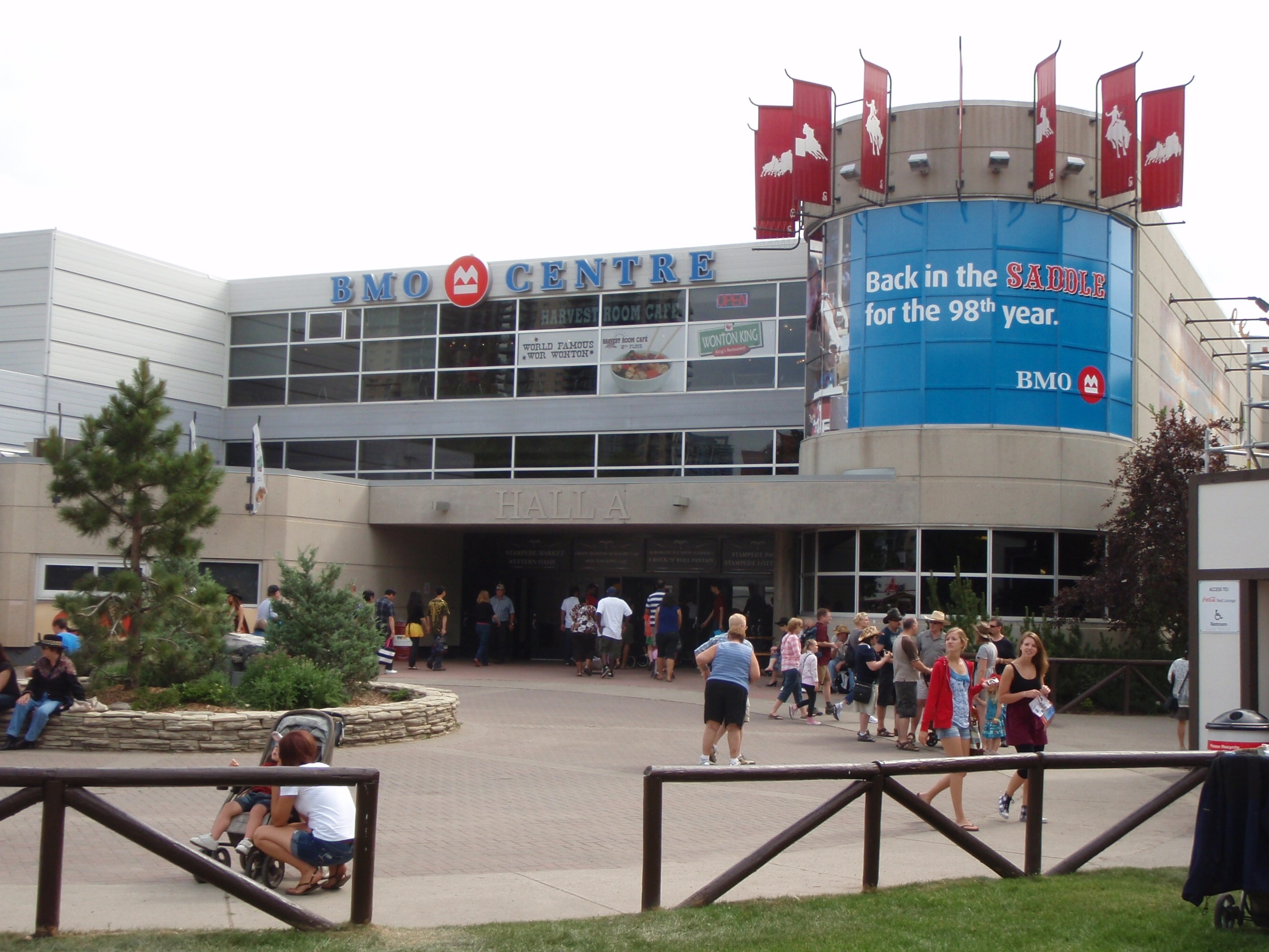
BMO Centre.

Le centre BMO (en) est le plus grand centre de congrès à Calgary, en Alberta, avec ses 26 500 m2. Le centre BMO était auparavant connu sous le nom de « Round-up centre ». Inauguré en 1981, le centre a été agrandi en 2000 et en 2009. L'ensemble est composé de cinq salles d’exposition, d'une salle de bal de 1 000 m2 et plusieurs salles de réunion. En mars 2016, l'organisation du Stampede a fait part de son intention de démolir le Stampede Corral adjacent pour permettre une expansion du centre BMO et un investissement de 500 millions de dollars.